# (149163) Stevenconard
(149163) Stevenconard est un astéroïde de la ceinture principale.

## Description
(149163) Stevenconard est un astéroïde de la ceinture principale. Il fut découvert le 7 avril 2002 à Cerro Tololo par Marc William Buie. Il présente une orbite caractérisée par un demi-grand axe de 3,09 UA, une excentricité de 0,21 et une inclinaison de 6,4° par rapport à l'écliptique.